# L'Action française étudiante
Pour les articles homonymes, voir Action française (homonymie) et AFE.
L'Action française étudiante ou AFE, « mensuel des étudiants de la Restauration nationale » (Paris, Action française étudiante, no 1, juin 1971-1980), est un mensuel royaliste français du mouvement Restauration nationale (RN), dirigé par Louis Juhel (fils de Pierre Juhel, fondateur du RN). L’appellation « Action Française étudiante » (AFE) désigne aussi les regroupements de militants étudiants au sein de l’organisation.

## Le périodique
Le périodique L'Action française étudiante se présentait comme un supplément du journal Aspects de la France qui faisait suite à L'Action française de Charles Maurras. Au milieu des années 1970, il fut animé par un groupe d'étudiants qui voulait renouveler les thèmes traditionnels de l'Action française en s'ouvrant sur la modernité, cherchant de nouvelles voies pour une politique authentiquement royaliste et « réactionnaire ». Sous la houlette du rédacteur en chef, Paul-Henry Hansen-Catta, on retrouvait les signatures des frères Bocquillon, de François Moulin — responsable des lycéens d'Action française de la Région parisienne — ou encore de Jacques Destouche. À partir du numéro de janvier/février 1981, L'Action française étudiante devient les Cahiers d'Action française. Plusieurs rédacteurs de l'AFE quitteront la Restauration nationale pour rejoindre la Nouvelle Action française à la fin des années 1970.

## L'organisation militante
L'Action française étudiante désigne également la branche jeune de l'Action française. Elle englobe la plupart du temps les militants étudiants et lycéens. L’AFE représente aujourd’hui un lieu de formation de cadres maurrassiens et participe chaque année au cortège de l’Action Française en l’honneur de Jeanne d’Arc le deuxième dimanche de mai.
L'AFE a connu un essor pendant les années 1986-1992 qui furent marquées par un regain d’intérêt pour les idées et l’activisme d’Action Française. On utilise parfois l'appellation Génération Maurras pour désigner ce renouveau de l'Action Française qui touche spécialement les étudiants.
L'Action française étudiante était dirigée par Antoine Berth de 2013 à 2015, ancien responsable étudiant d'Ile-de-France de 2011 à 2012. Elle a connu un fort développement sous son mandat, profitant notamment des mobilisations issues l'opposition au mariage homosexuel et à l'homoparentalité en France pour se développer. L'AFE compte aujourd'hui 2000 militants principalement répartis entre l'Ile-de-France (Paris, Fontainebleau, Rambouillet, Versailles), la Provence (Marseille, Aix, Avignon), l'Aquitaine (Bordeaux, Limoges), la Bretagne (Nantes, Rennes, Brest), la Bourgogne (Dijon, Beaune, Chalon-sur-Saône), les Pays de la Loire (Angers, Le Mans, La Roche sur Yon), le Languedoc (Pau, Toulouse, Tarbes, Montpellier, Carcassonne, Perpignan) ainsi qu'à Rouen, Lille, Clermont-Ferrand, Lyon et Saint-Etienne. 
À la suite de son engagement étudiant, Berth devient Porte-parole de l'Action française à partir de 2016.